# カーソン川

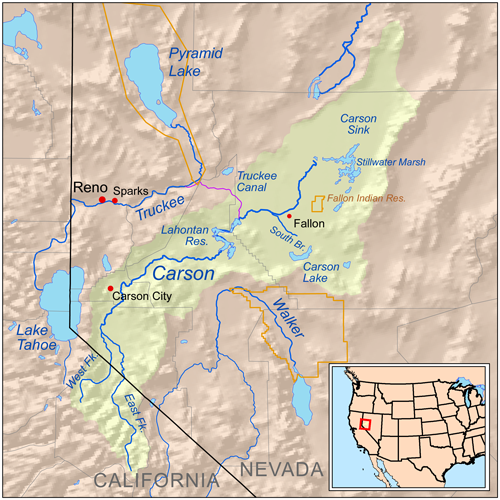
カーソン川の地図

カーソン川（カーソンがわ、英: Carson River）はネバダ州北西部を流れる川で、カーソンシンクへ注ぐ。本流は211kmだが、イーストフォークを加えると330kmとなる。カリフォルニア州アルパイン郡とネバダ州ダグラス郡、ストーリー郡、ライアン郡、チャーチル郡およびカーソンシティを通過する。名前は1844年冬にジョン・C・フレモント探検隊のガイドをしたキット・カーソンにちなむ。